# De Leukebroeders
De Leukebroeders is een Nederlandse stripreeks bedacht door Peer Coolen en Uco Egmond die de strip oorspronkelijk maakten onder het pseudoniem Peco. Nadat Egmond ermee stopte, zette Coolen het tekenwerk voort; hij deed dit voornamelijk op scenario's van L.J., pseudoniem van Leendert Jan Vis.

## Inhoud
Deze gagstrip gaat over een stel kloostermonniken die het goedverkopende Grappistenbier brouwen.

## Lijst van personages

### De broeders
In het klooster wonen 100 broeders; dit zijn de voornaamste
- Vader Abt; Grote Smurf-achtige leidersfiguur.
- Ischias; broeder met lange witte baard, de oudste maar zeker niet de wijste. Hij haalt regelmatig grapjes uit die niet door iedereen worden gewaardeerd.
- Brouwer; waakt over het geheime recept voor Grappistenbier.
- Schoffel; tuinier, die regelmatig meedoet aan pompoenkweekwedstrijden.
- Portier; ging op jonge leeftijd het klooster in en heeft verschrikkelijke last van heimwee.
- Kain; broeder met een duister gezicht en dito verleden. Draagt rode of blauwe sloffen (in plaats van bruine).
- Scriptus; schrijft namens het klooster de brieven en heeft Ischias schaken geleerd.
- Kok; humeurige chef 'd cuisine.

### Overige personages
- Hein Hop; brouwer van het slechtverkopende Hamstel-bier. Probeert koste wat kost om het Grappistenbier-recept te achterhalen
- Spitje Gierpijp; boer die verwoede pogingen doet om Schoffel te verslaan bij het pompoenkweken.

## Publicatiegeschiedenis

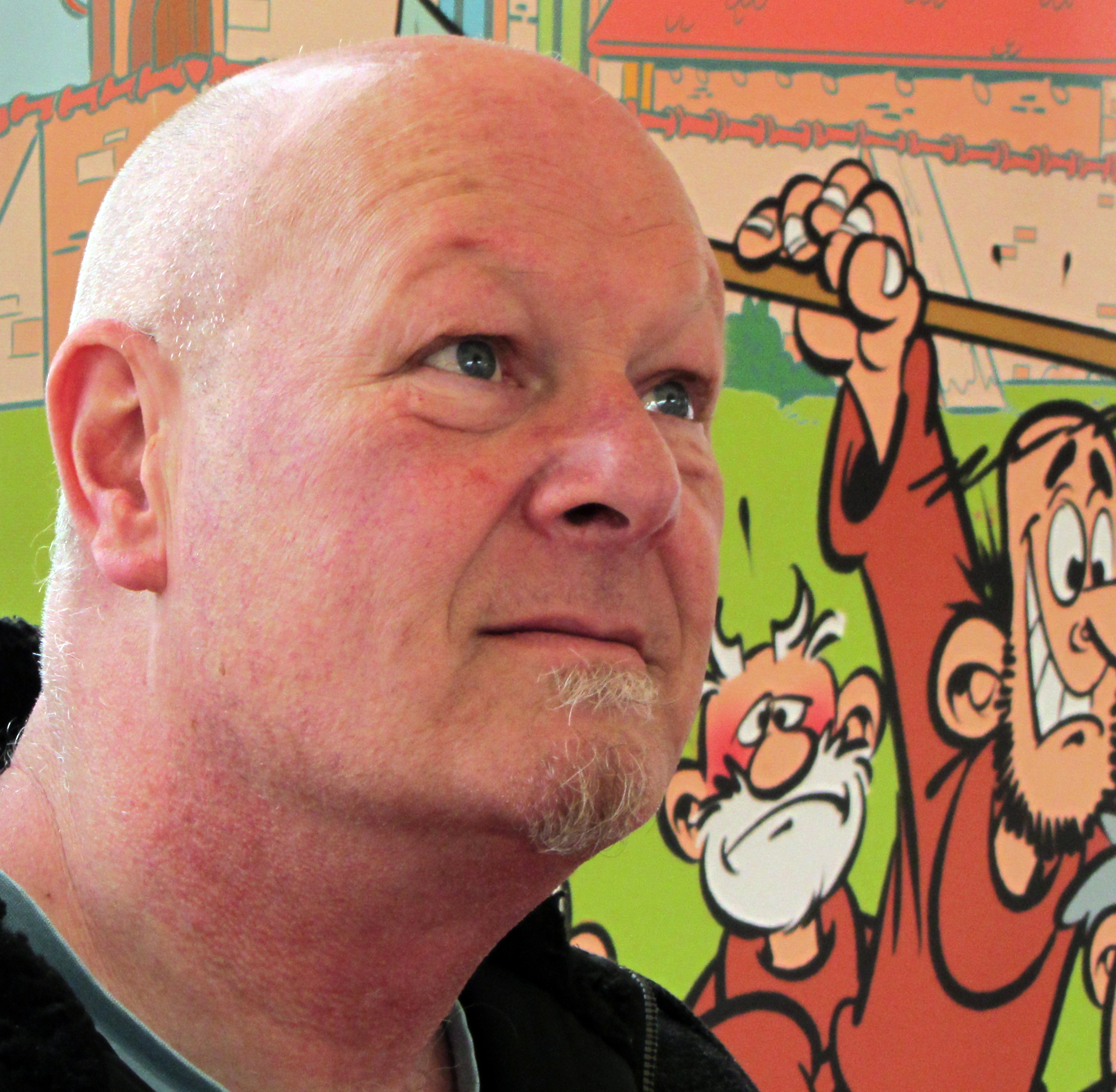
Arjen Vriezekolk

Onder het pseudoniem Peco creëren Peer Coolen en Uco Egmond in 1976 deze stripreeks. Tot 1983 bleef Egmond een vaste medewerker van deze strip. Peter de Wit en een zekere Mario K. hielpen ook met enkele scenario's. Na 1983 bleef Coolen de tekenaar en werd een zekere L.J. de vaste scenarist tot 1985. Uco Egmond en Arjen 
Vriezekolk schreven in die periode ook nog een paar gags.
Tussen 1976 en 1985 zijn er 158 gags verschenen in het stripblad  Eppo.
In 2009 maakte deze strip een comeback ter gelegenheid van de herlancering van Eppo. Zo verschenen er 159 gags.
Stripmaker Arjen Vriezekolk werkt in 2021 aan een tweede comeback door zoveel mogelijk afleveringen opnieuw in te kleuren en te letteren en nieuwe afleveringen te maken voor publicatie in een aantal zogenaamde integralen, die vanaf 2022 moeten verschijnen.
In februari 2023 is het nieuwe album uitgekomen getekend door Arjen Vriezekolk genaamd "Rollerklooster".

## Albums
De gags werden ook uitgeven in enkele albums bij verscheidene uitgeverijen.

### Oberon
Onderstaande albums verschenen bij uitgeverij Oberon.
1. Na ons de zondvloed (1980)
2. In de hemel is geen bier (1981)

### Big Balloon
Onderstaand album verscheen bij uitgeverij Big Balloon.
1. Monnikenwerk (1994)

### Klein Book Services Erica
Onderstaande albums verschenen bij uitgeverij Klein Book Services Erica.
1. De zondvloed (2002)
2. In de hemel is geen bier (2003)
3. Klooster-kolder (2004)

### Vriezekolk Illustratieve Projecten
1. Rollerklooster (2023)